# Lucjan Emil Böttcher
Lucjan Emil Böttcher (Varsóvia, 7 de janeiro de 1872 — Lviv, 29 de maio de 1937) foi um matemático polonês.
Conhecido pela equação funcional de Böttcher na dinâmica complexa.